# Corsia acuminata
Corsia acuminata là một loài thực vật có hoa trong họ Corsiaceae. Loài này được L.O.Williams miêu tả khoa học đầu tiên năm 1946.